# Wildsee (Fiederbrunn)
De Wildsee is een bergmeer in de Kitzbüheler Alpen. Het meer ligt op 1847 m hoogte tussen de Wildseeloder (2119 m) in het westen en de Henne (2078 m) in het oosten. De oppervlakte van het meer is 2,5 hectare, de maximale diepte is elf meter.